# 哈齐克·纳兹利
哈齐克·纳兹利（1998年1月6日—）是一名马来西亚职业足球运动员，现效力于马来西亚足球超级联赛的柔佛DT足球俱乐部。同时也代表马来西亚国家足球队，司职门将。

## 荣誉

### 俱乐部
柔佛DT
- 马来西亚杯冠军：2017年
- 马来西亚超级足球联赛冠军：2017年、2018年
- 马来西亚慈善盾冠军：2022年

柔佛DT II
- 馬來西亞挑戰盃冠军：2019年[4]

### 国家队
马来西亚U-16
- 東南亞足協U-16青年錦標賽冠军：2013年

马来西亚U-23
- 东南亚运动会银牌：2017年[5]